# Stefan Savić
Stefan Savić (phát âm [stêfaːn sâʋitɕ], sinh ngày 8 tháng 1 năm 1991) là một cầu thủ bóng đá chuyên nghiệp người Montenegro chơi ở vị trí trung vệ cho câu lạc bộ Trabzonspor tại Süper Lig và đội tuyển quốc gia Montenegro.
Sinh ra ở Mojkovac, Savić bắt đầu sự nghiệp của mình tại câu lạc bộ địa phương FK Brskovo, trước khi chuyển đến FK BSK Borča, và sau đó đến FK Partizan. Anh gia nhập Manchester City với giá 6 triệu Bảng, vô địch Premier League trong mùa giải duy nhất ở đây. Năm 2012, anh chuyển đến Fiorentina, có hơn 100 trận ra sân trong 3 mùa giải trước khi ký hợp đồng với Atlético Madrid vào năm 2015, nơi anh giành được UEFA Europa League và UEFA Super Cup vào năm 2018.
Bắt đầu thi đấu quốc tế từ năm 2010, Savić đã có 70 lần khoác áo đội tuyển Montenegro và ghi được 9 bàn thắng.

## Sự nghiệp câu lạc bộ

### Sự nghiệp ở Serbia
Savić bắt đầu sự nghiệp chuyên nghiệp của mình với BSK Borča trong mùa giải 2008–09. Vào đầu năm 2010, anh ấy đã có 10 ngày thử việc với Arsenal. Theo Savić, anh ấy đã đồng ý gia nhập Arsenal vào mùa hè, nhưng vụ chuyển nhượng không bao giờ diễn ra.
Vào ngày 29 tháng 8 năm 2010, có thông báo rằng Savić đã ký hợp đồng bốn năm với Partizan và được trao chiếc áo số 15.  Anh ấy đã có bốn lần ra sân ở vòng bảng UEFA Champions League 2010–11 và giúp câu lạc bộ giành được cú đúp.

### thành phố Manchester
Vào ngày 6 tháng 7 năm 2011, Savić ký hợp đồng bốn năm với Manchester City trong một hợp đồng trị giá 6 triệu bảng. Anh có trận ra mắt trước Swansea City vào ngày 15 tháng 8 với tư cách là cầu thủ dự bị tại Sân vận động Thành phố Manchester. Vào ngày 1 tháng 10, anh ấy vào sân từ băng ghế dự bị và ghi bàn thắng đầu tiên cho câu lạc bộ trong chiến thắng 4–0 trước Blackburn Rovers, ghi bàn thắng quyết định từ quả phạt góc của Samir Nasri.
Trong thời gian trung vệ Vincent Kompany bị cấm thi đấu 4 trận từ ngày 11 đến ngày 25 tháng 1, Savić đã thay thế anh ta trong đội hình xuất phát, với sự lựa chọn thứ ba Kolo Touré đi làm nhiệm vụ quốc tế với Bờ Biển Ngà tại Cúp bóng đá châu Phi 2012. Mặc dù Savić thể hiện phong độ chớp nhoáng trong thời gian này, nhưng anh ấy đã cho thấy nhiều trường hợp lo lắng dẫn đến việc thường xuyên chuyền sai vị trí, phá bóng và để thủng lưới một quả phạt đền trước Liverpool trong một trận đấu tại League Cup, dẫn đến chiến thắng của Liverpool. Chỉ cần một lần chạm bóng đầu tiên không tốt, anh ấy đã gây ra bàn thua cho Jermain Defoe trong chiến thắng 3–2 của Man City trước Tottenham Hotspur. Với việc Kompany trở lại đội hình xuất phát, Savić trở lại băng ghế dự bị. Anh ấy đã kết thúc mùa giải với 12 lần ra sân ở giải đấu, đủ điều kiện để giành được huy chương, khi Manchester City vô địch Premier League 2011–12 vào ngày cuối cùng của mùa giải.

### Fiorentina
Vào ngày 31 tháng 8 năm 2012, câu lạc bộ Serie A của Ý, Fiorentina đã ký hợp đồng với Savić như một phần của thỏa thuận để Matija Nastasić chuyển nhượng theo cách khác. Anh ấy được mang áo số 15 và có trận ra mắt Fiorentina vào ngày 7 tháng 10, chơi trọn vẹn 90 phút trong trận thắng 1–0 trước Bologna, và vào tháng 12, anh ghi hai bàn đầu tiên trong trận hòa 2–2 trên sân nhà với Sampdoria. Anh kết thúc mùa giải với 26 lần ra sân ở giải VĐQG và một lần tham dự Coppa Italia, giúp Fiorentina cán đích ở vị trí thứ 4 tại Serie A 2012–13, qua đó đảm bảo một suất tham dự UEFA Europa League 2013–14.
Savić tiếp tục là trụ cột ở hàng thủ Fiorentina trong mùa giải 2013–14, có 31 lần ra sân trong giải đấu khi Fiorentina một lần nữa cán đích ở vị trí thứ tư. Savić đã có bốn lần ra sân ở Europa League và thêm hai lần nữa ở vòng loại khi Fiorentina lọt vào vòng 16 đội cuối cùng của giải đấu, bị đối thủ Juventus đánh bại với tỷ số 2-1. Anh cũng chơi cả hai trận trong trận bán kết Coppa Italia trước Udinese và trong trận chung kết, nơi đội bóng của anh để thua 3–1 trước Napoli.
Mùa giải 2014–15, Savić đạt cột mốc 100 trận ra sân cho Fiorentina trên mọi đấu trường. Anh là nhân tố chính giúp đội bóng lọt vào bán kết Europa League 2014–15 và cán đích ở vị trí thứ 4 liên tiếp ở Serie A, có 41 lần ra sân trên mọi đấu trường.

### Atlético Madrid
Vào ngày 20 tháng 7 năm 2015, Savić chuyển đến Atlético Madrid với mức phí 10 triệu Euro và ký hợp đồng 5 năm với câu lạc bộ; Tiền vệ Mario Suárez di chuyển theo hướng ngược lại miễn phí như một phần của thỏa thuận, mặc dù Suárez sau đó được bán với giá 4 triệu euro vào tháng 1 năm 2016. Savić trở thành cầu thủ Montenegro đầu tiên chơi trong trận chung kết Champions League ở thế kỷ 21, 18 năm sau Predrag Mijatović, người đã ghi bàn thắng quyết định trong trận chung kết năm 1998 cho Real Madrid trước Juventus.

## Sự nghiệp quốc tế
Savić đã thi đấu cho Montenegro ở mọi cấp độ trẻ, bao gồm U17, U19 và U21. Anh có trận ra mắt cho đội tuyển quốc gia trong trận giao hữu với Bắc Ireland vào ngày 11 tháng 8 năm 2010, thay cho Milan Jovanović trong 15 phút cuối cùng tại sân vận động Thành phố Podgorica. Vào ngày 10 tháng 8 năm 2011, anh ghi hai bàn trong trận giao hữu thua 3–2 trước nước láng giềng Albania tại sân vận động Loro Boriçi ở Shkodër.

## Thống kê sự nghiệp

### Câu lạc bộ
Tính đến ngày 13 tháng 4 năm 2022
| Câu lạc bộ          | Mùa giải            | Giải vô địch         | Giải vô địch | Giải vô địch | Cúp quốc gia | Cúp quốc gia | Cúp liên đoàn | Cúp liên đoàn | Châu lục | Châu lục | Khác | Khác | Tổng cộng | Tổng cộng |
| Câu lạc bộ          | Mùa giải            | Hạng đấu             | Trận         | Bàn          | Trận         | Bàn          | Trận          | Bàn           | Trận     | Bàn      | Trận | Bàn  | Trận      | Bàn       |
| ------------------- | ------------------- | -------------------- | ------------ | ------------ | ------------ | ------------ | ------------- | ------------- | -------- | -------- | ---- | ---- | --------- | --------- |
| BSK Borča           | 2008–09             | Serbian First League | 3            | 0            | 0            | 0            | —             | —             | —        | —        | —    | —    | 3         | 0         |
| BSK Borča           | 2009–10             | Serbian SuperLiga    | 21           | 1            | 1            | 1            | —             | —             | —        | —        | —    | —    | 22        | 2         |
| BSK Borča           | 2010–11             | Serbian SuperLiga    | 3            | 0            | 0            | 0            | —             | —             | —        | —        | —    | —    | 3         | 0         |
| BSK Borča           | Tổng cộng           | Tổng cộng            | 27           | 1            | 1            | 1            | —             | —             | —        | —        | —    | —    | 28        | 2         |
| Partizan            | 2010–11             | Serbian SuperLiga    | 20           | 1            | 4            | 0            | —             | —             | 4        | 0        | —    | —    | 28        | 1         |
| Manchester City     | 2011–12             | Premier League       | 11           | 1            | 1            | 0            | 5             | 0             | 3        | 0        | 0    | 0    | 20        | 1         |
| Manchester City     | 2012–13             | Premier League       | 0            | 0            | 0            | 0            | 0             | 0             | 0        | 0        | 1    | 0    | 1         | 0         |
| Manchester City     | Tổng cộng           | Tổng cộng            | 11           | 1            | 1            | 0            | 5             | 0             | 3        | 0        | 1    | 0    | 21        | 1         |
| Fiorentina          | 2012–13             | Serie A              | 26           | 2            | 1            | 0            | —             | —             | —        | —        | —    | —    | 27        | 2         |
| Fiorentina          | 2013–14             | Serie A              | 31           | 0            | 3            | 0            | —             | —             | 6        | 0        | —    | —    | 40        | 0         |
| Fiorentina          | 2014–15             | Serie A              | 29           | 2            | 3            | 0            | —             | —             | 9        | 0        | —    | —    | 41        | 2         |
| Fiorentina          | Tổng cộng           | Tổng cộng            | 86           | 4            | 7            | 0            | —             | —             | 15       | 0        | —    | —    | 108       | 4         |
| Atlético Madrid     | 2015–16             | La Liga              | 12           | 0            | 5            | 0            | —             | —             | 7        | 0        | —    | —    | 24        | 0         |
| Atlético Madrid     | 2016–17             | La Liga              | 32           | 1            | 7            | 0            | —             | —             | 10       | 0        | —    | —    | 49        | 1         |
| Atlético Madrid     | 2017–18             | La Liga              | 27           | 0            | 3            | 0            | —             | —             | 7        | 0        | —    | —    | 37        | 0         |
| Atlético Madrid     | 2018–19             | La Liga              | 18           | 0            | 2            | 0            | —             | —             | 1        | 0        | 1    | 0    | 22        | 0         |
| Atlético Madrid     | 2019–20             | La Liga              | 22           | 0            | 0            | 0            | —             | —             | 4        | 1        | 2    | 0    | 28        | 1         |
| Atlético Madrid     | 2020–21             | La Liga              | 33           | 1            | 1            | 0            | —             | —             | 8        | 0        | —    | —    | 42        | 1         |
| Atlético Madrid     | 2021–22             | La Liga              | 22           | 0            | 0            | 0            | —             | —             | 5        | 0        | 0    | 0    | 27        | 0         |
| Atlético Madrid     | Tổng cộng           | Tổng cộng            | 166          | 2            | 18           | 0            | —             | —             | 42       | 1        | 3    | 0    | 229       | 3         |
| Tổng cộng sự nghiệp | Tổng cộng sự nghiệp | Tổng cộng sự nghiệp  | 310          | 9            | 31           | 1            | 5             | 0             | 64       | 1        | 4    | 0    | 414       | 11        |

1. 1 2 3 4 5 6 7  Ra sân tại UEFA Champions League
2. ↑  1 lần ra sân tại UEFA Europa League, 2 lần ra sân tại UEFA Champions League
3. ↑  Ra sân tại FA Community Shield
4. 1 2  Ra sân tại UEFA Europa League
5. ↑  3 lần ra sân tại UEFA Champions League, 4 lần ra sân tại UEFA Europa League
6. ↑  Ra sân tại UEFA Super Cup
7. ↑  Ra sân tại Supercopa de España

### Quốc tế
Tính đến 10 tháng 9 năm 2023
| Đội tuyển quốc gia | Năm       | Trận | Bàn |
| ------------------ | --------- | ---- | --- |
| Montenegro         | 2010      | 4    | 0   |
| Montenegro         | 2011      | 8    | 2   |
| Montenegro         | 2012      | 7    | 0   |
| Montenegro         | 2013      | 6    | 0   |
| Montenegro         | 2014      | 4    | 0   |
| Montenegro         | 2015      | 7    | 1   |
| Montenegro         | 2016      | 4    | 1   |
| Montenegro         | 2017      | 6    | 0   |
| Montenegro         | 2018      | 4    | 1   |
| Montenegro         | 2019      | 2    | 0   |
| Montenegro         | 2020      | 3    | 0   |
| Montenegro         | 2021      | 6    | 0   |
| Montenegro         | 2022      | 2    | 2   |
| Montenegro         | 2023      | 7    | 2   |
| Tổng cộng          | Tổng cộng | 70   | 9   |

#### Bàn thắng quốc tế
Tính đến ngày 10 tháng 9 năm 2023.
| # | Ngày                 | Địa điểm                                           | Số trận | Đối thủ    | Bàn thắng | Kết quả | Giải đấu                      |
| - | -------------------- | -------------------------------------------------- | ------- | ---------- | --------- | ------- | ----------------------------- |
| 1 | 10 tháng 8 năm 2011  | Sân vận động Loro Boriçi, Shkodër, Albania         | 7       | Albania    | 1–1       | 2–3     | Giao hữu                      |
| 2 | 10 tháng 8 năm 2011  | Sân vận động Loro Boriçi, Shkodër, Albania         | 7       | Albania    | 2–1       | 2–3     | Giao hữu                      |
| 3 | 8 tháng 9 năm 2015   | Sân vận động Zimbru, Chișinău, Moldova             | 33      | Moldova    | 1–0       | 2–0     | Vòng loại UEFA Euro 2016      |
| 4 | 8 tháng 10 năm 2016  | Sân vận động Podgorica City, Podgorica, Montenegro | 38      | Kazakhstan | 5–0       | 5–0     | Vòng loại FIFA World Cup 2018 |
| 5 | 10 tháng 9 năm 2018  | Sân vận động Podgorica City, Podgorica, Montenegro | 50      | Litva      | 1–0       | 2–0     | UEFA Nations League 2018–19   |
| 6 | 17 tháng 11 năm 2022 | Sân vận động Podgorica City, Podgorica, Montenegro | 63      | Slovakia   | 1–2       | 2–2     | Giao hữu                      |
| 7 | 17 tháng 11 năm 2022 | Sân vận động Podgorica City, Podgorica, Montenegro | 63      | Slovakia   | 2–2       | 2–2     | Giao hữu                      |
| 8 | 7 tháng 9 năm 2023   | Sân vận động Darius và Girėnas, Kaunas, Litva      | 69      | Litva      | 2–1       | 2–2     | Vòng loại UEFA Euro 2024      |
| 9 | 10 tháng 9 năm 2023  | Sân vận động Podgorica City, Podgorica, Montenegro | 70      | Bulgaria   | 1–0       | 2–1     | Vòng loại UEFA Euro 2024      |

## Danh hiệu

### Câu lạc bộ

#### BSK Borča
- Serbian First League: 2008–09[cần dẫn nguồn]

#### Partizan[5]
- Serbian SuperLiga: 2010–11
- Serbian Cup: 2010–11

#### Manchester City[5]
- Premier League: 2011–12[8]
- FA Community Shield: 2012[9]

#### Fiorentina[5]
- Á quân Coppa Italia: 2013–14

#### Atlético Madrid[5]
- UEFA Europa League: 2017–18
- UEFA Super Cup: 2018
- La Liga: 2020-21
- Á quân UEFA Champions League: 2015–16

### Cá nhân
- Serbian SuperLiga Team of the Season: 2010–11[10][11]
- Montenegrin Footballer of the Year (4): 2016, 2017, 2018, 2020[12]